# معرض تريتياكوف
غاليري تريتياكوف الوطني (الروسية: Государственная Третьяковская галерея) - متحف للفنون التشكيلية في مدينة موسكو الروسية.
يعتبر غاليري تريتياكوف (المتحف الوطني الروسي للفنون التشكيلية) أحد أشهر المتاحف الفنية في العالم. ويقع المتحف في زقاق لافروشينسكي بوسط موسكو. ويحتوي على لوحات وأعمال فنية روسية يقارب عددها 130 ألف لوحة.

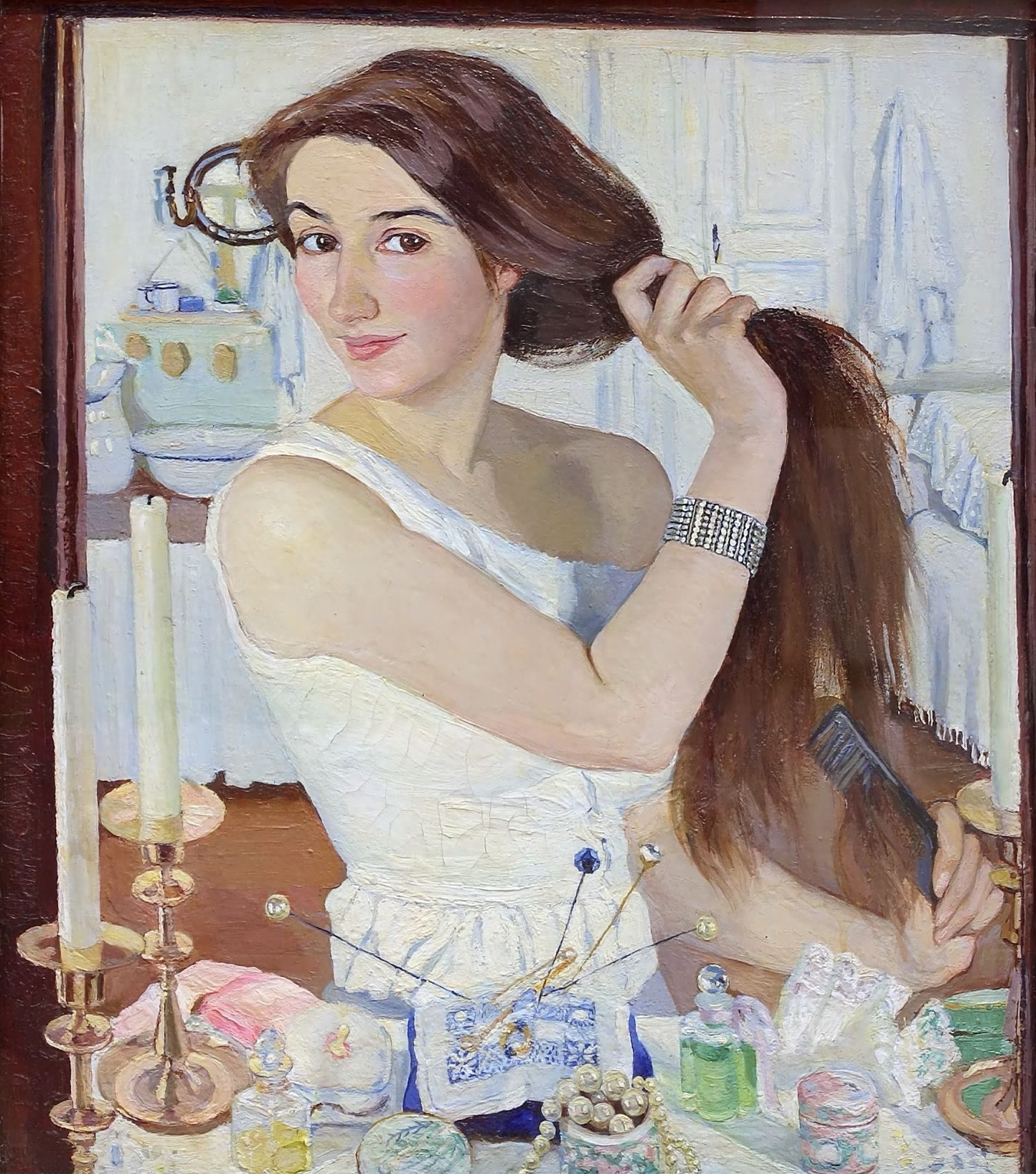
بورترية شخصية مع منضدة الزينة بريشة الرسامة الروسية زينيدا سيريبرياكوفا عام 1909. جزء من مجموعات معرض تريتياكوف.

ويضم غاليري تريتياكوف لوحات للفنانين التشكيليين الروس، بما فيها الأيقونات الروسية القديمة بدءً من القرون الوسطى وحتى يومنا هذا. وضمن هؤلاء الفنانين التشكيليين اندريه روبليوف وألكسندر إيفانوف وأوريست كيبرينسكي وكارل بريولوف وإسحاق ليفيتان وفاسيلي سوريكوف وفالينتين سيروف وميخائيل فروبيل وإيليا ريبين وغيرهم.
تأسس هذا المتحف عام 1856 من قبل بافيل تريتياكوف التاجر الروسي وجامع التحف واللوحات الروسية الذي بذل جهودا كبيرة من أجل تطوير المتحف ليكتسب ملامحه الحالية.
وفي أبريل عام 1913 انتخب مجلس الدوما في موسكو إيغور غرابار الفنان التشكيلي والمهندس المعماري ومؤرخ الفن الروسي البارز راعيا لغاليري تريتياكوف. وفي عام 1926 تم تعيين أكاديمي الفن المعماري ألكسندر شوسيف مديرا لغاليري تريتياكوف. وعمل شوسيف على توسيع قاعات المتحف وتزويدها بلوحات جديدة.
في منتصف ثمانينات القرن الماضي إزداد عدد زوار المتحف إلى حد كبير، وصارت قاعاته القديمة لا تتسع لكل من يرغب في الاطلاع على الفن الروسي القديم والمعاصر. واتخذ قرار بإنشاء مبنى جديد للمتحف. وتولى يوري كوروليوف مدير المتحف (في فترة 1980 – 1992) عملية إعادة بناء الغاليري التي استغرقت 10 سنوات.

## المعرض

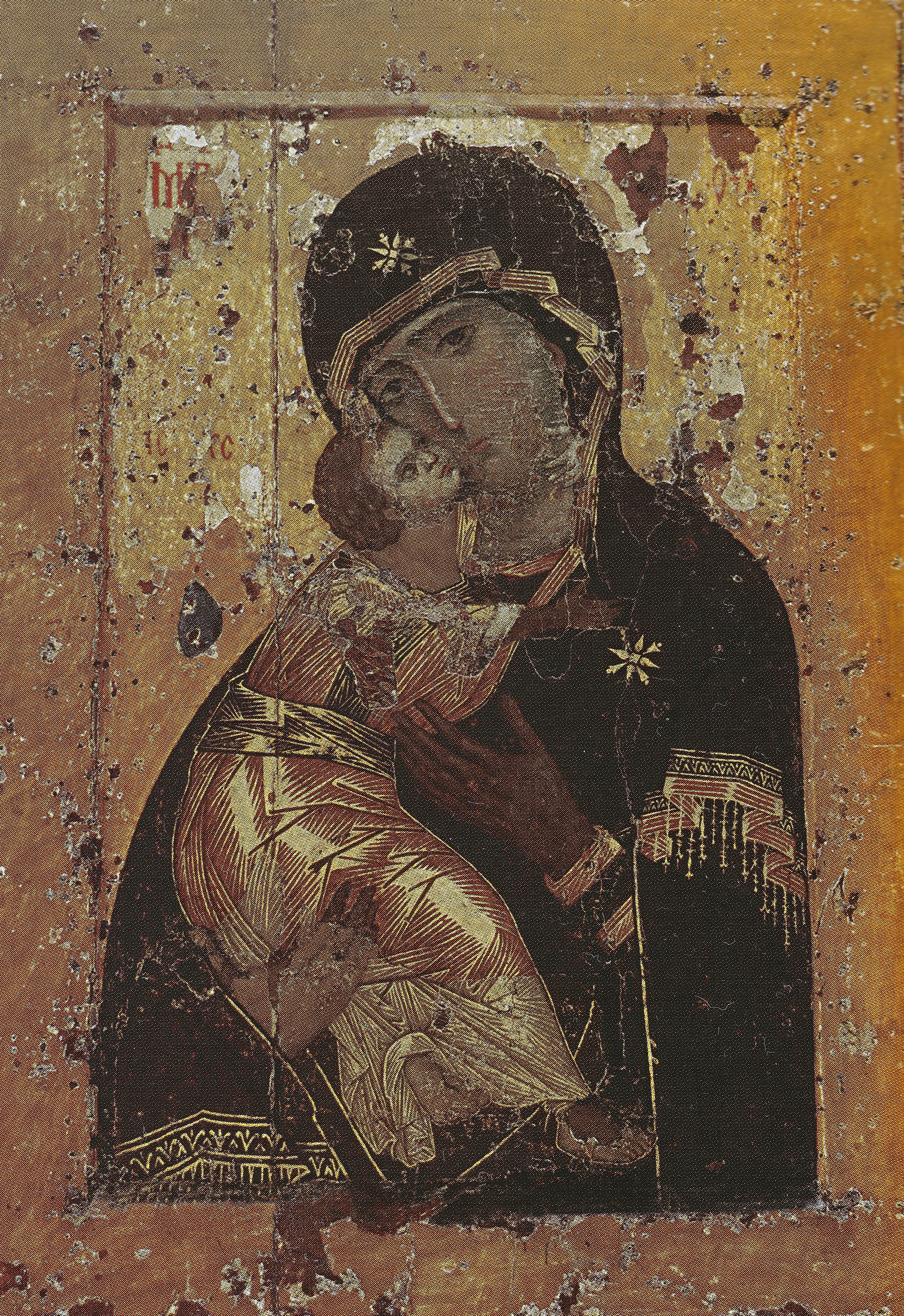
والدة الإله فلاديمير (القرن 12)
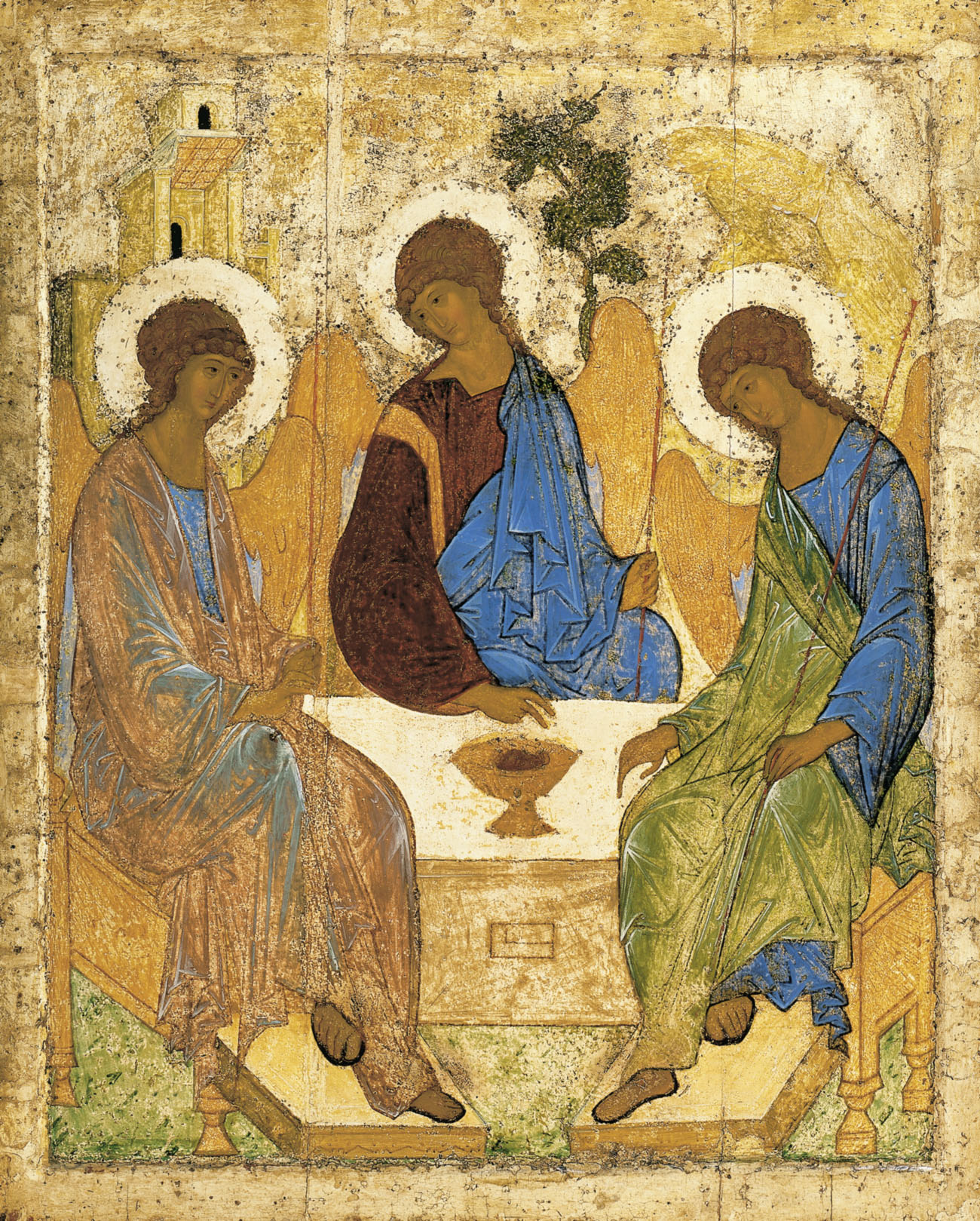
اندريه روبليوف، الثالوث
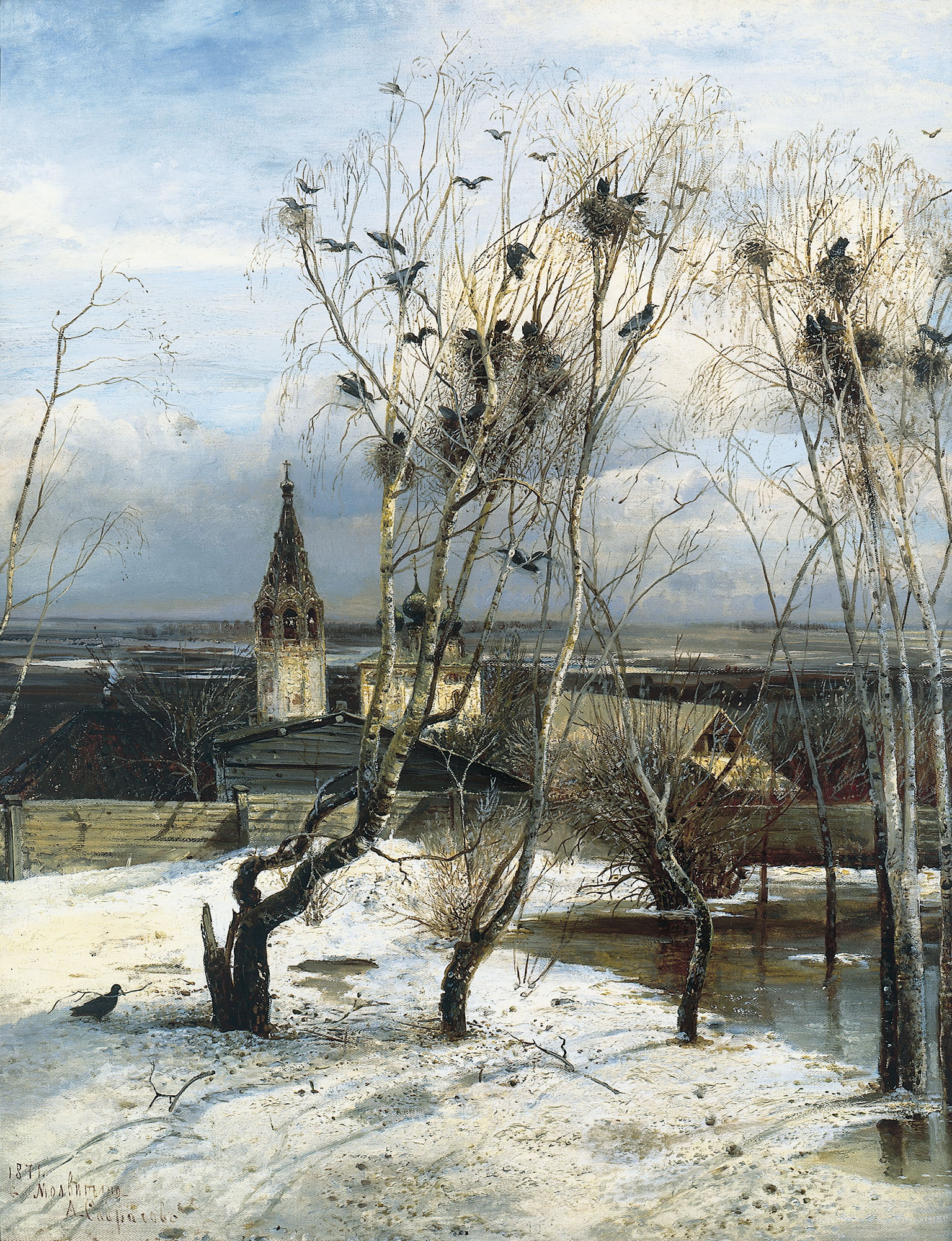
الكسي سافراسوف، جاءت الغربان (1871)
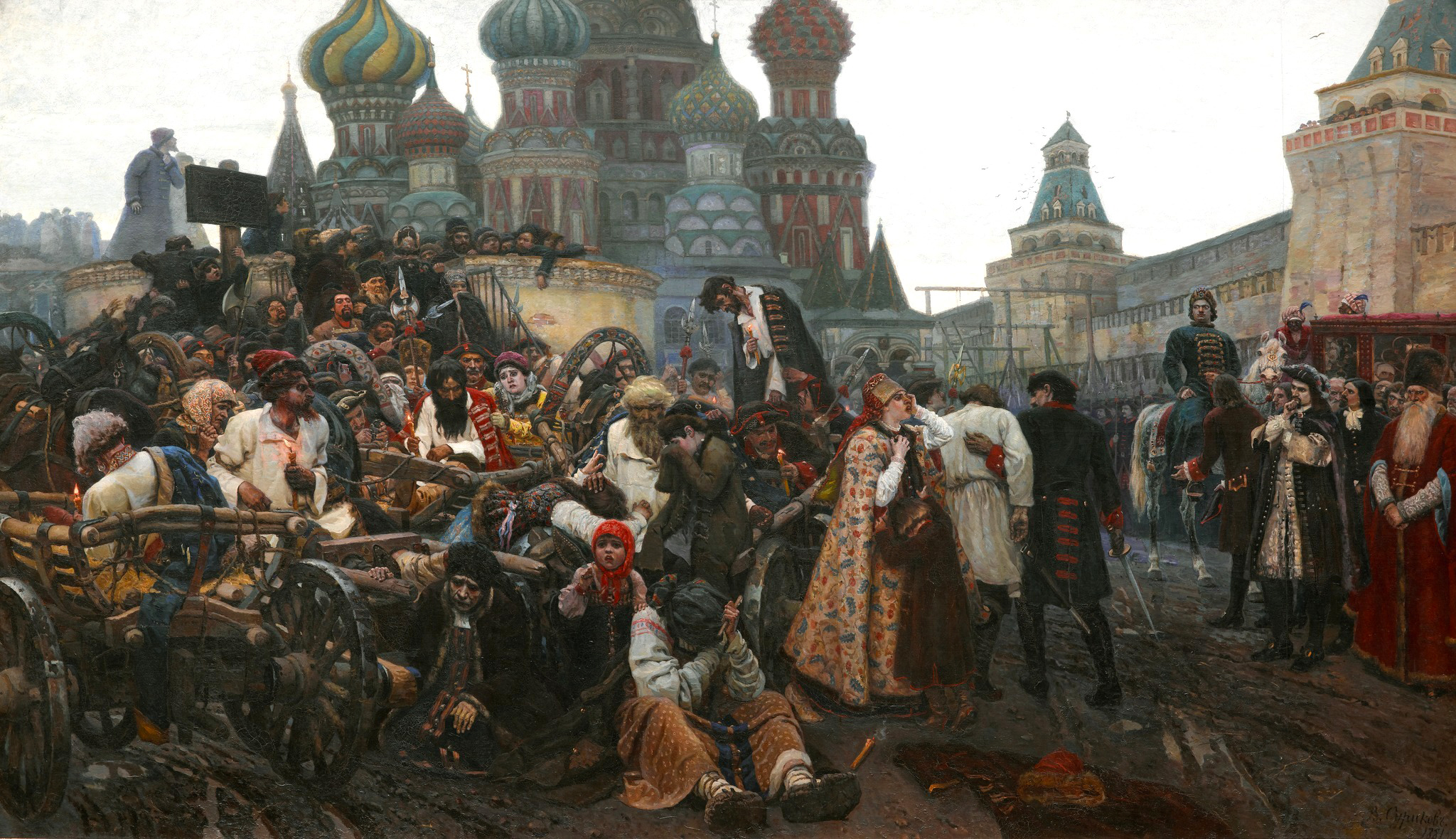
فاسيلي سوريكوف، صباح اعدام ستريلتسي (1881)
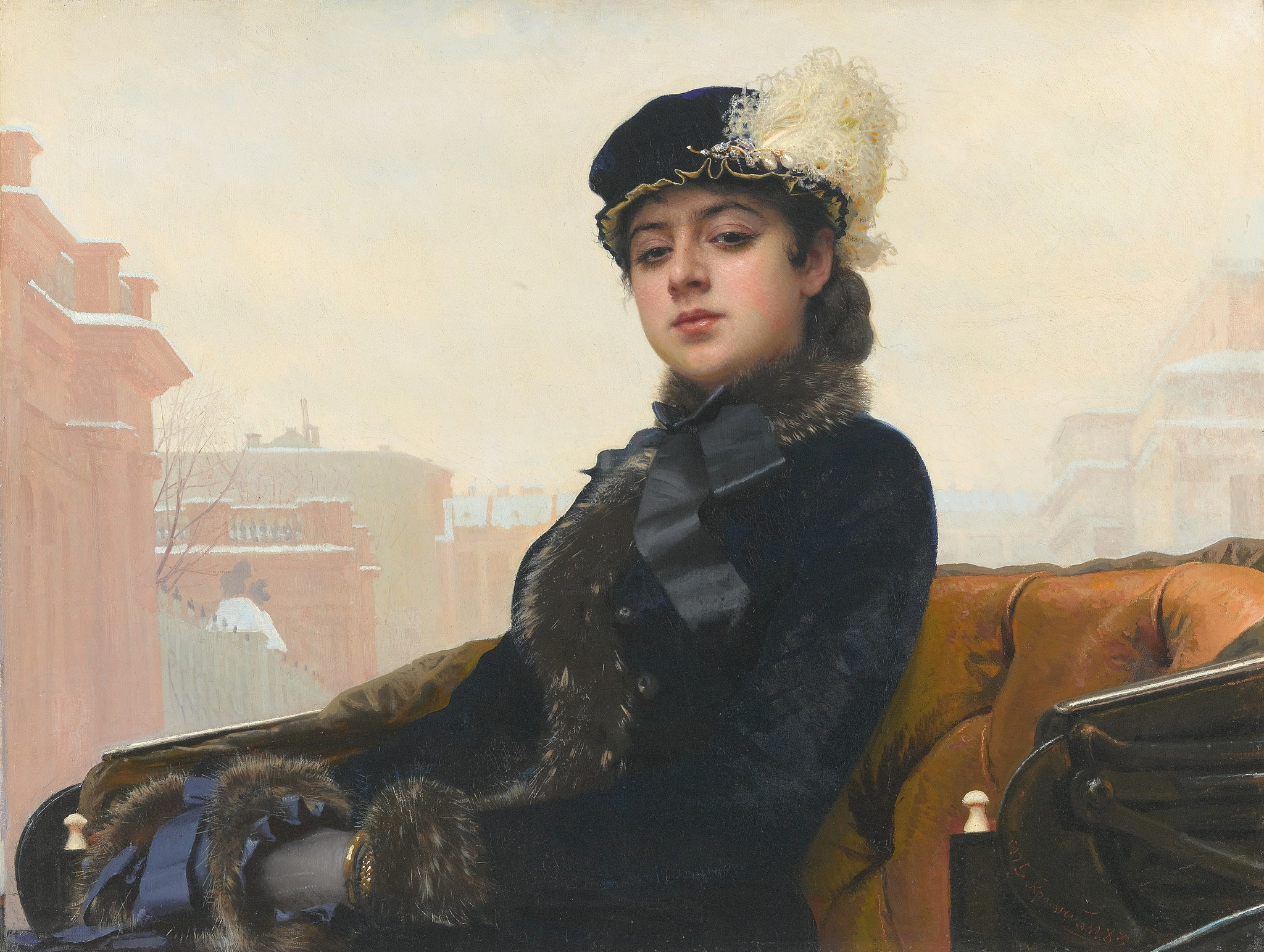
إيفان كرامسكوي , امرأة مجهولة (1883)
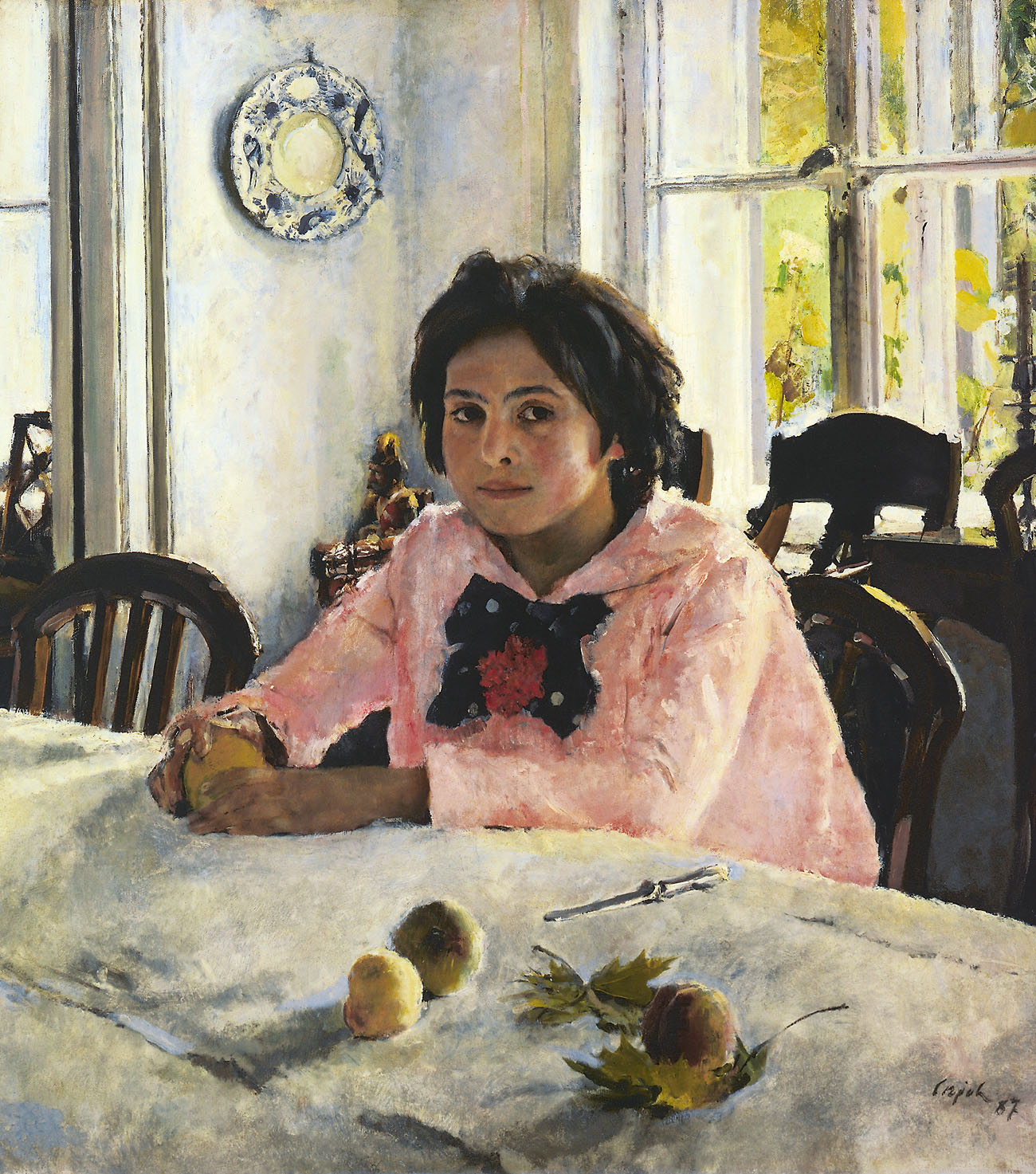
فالنتين سيروف، فتاة مع ثمار الدراق (1887)
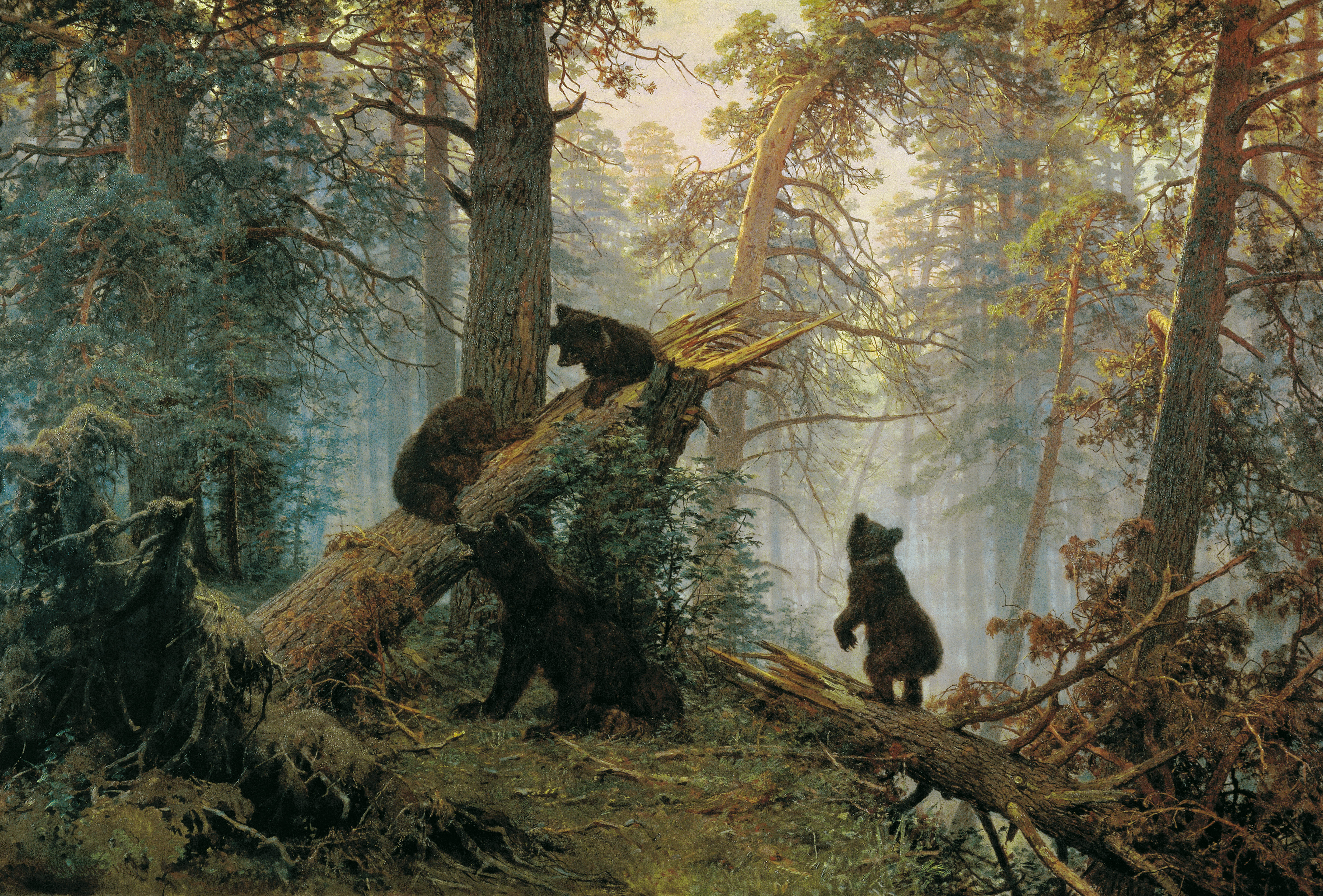
إيفان شيشكين , الصباح في غابة صنوبر (1889)
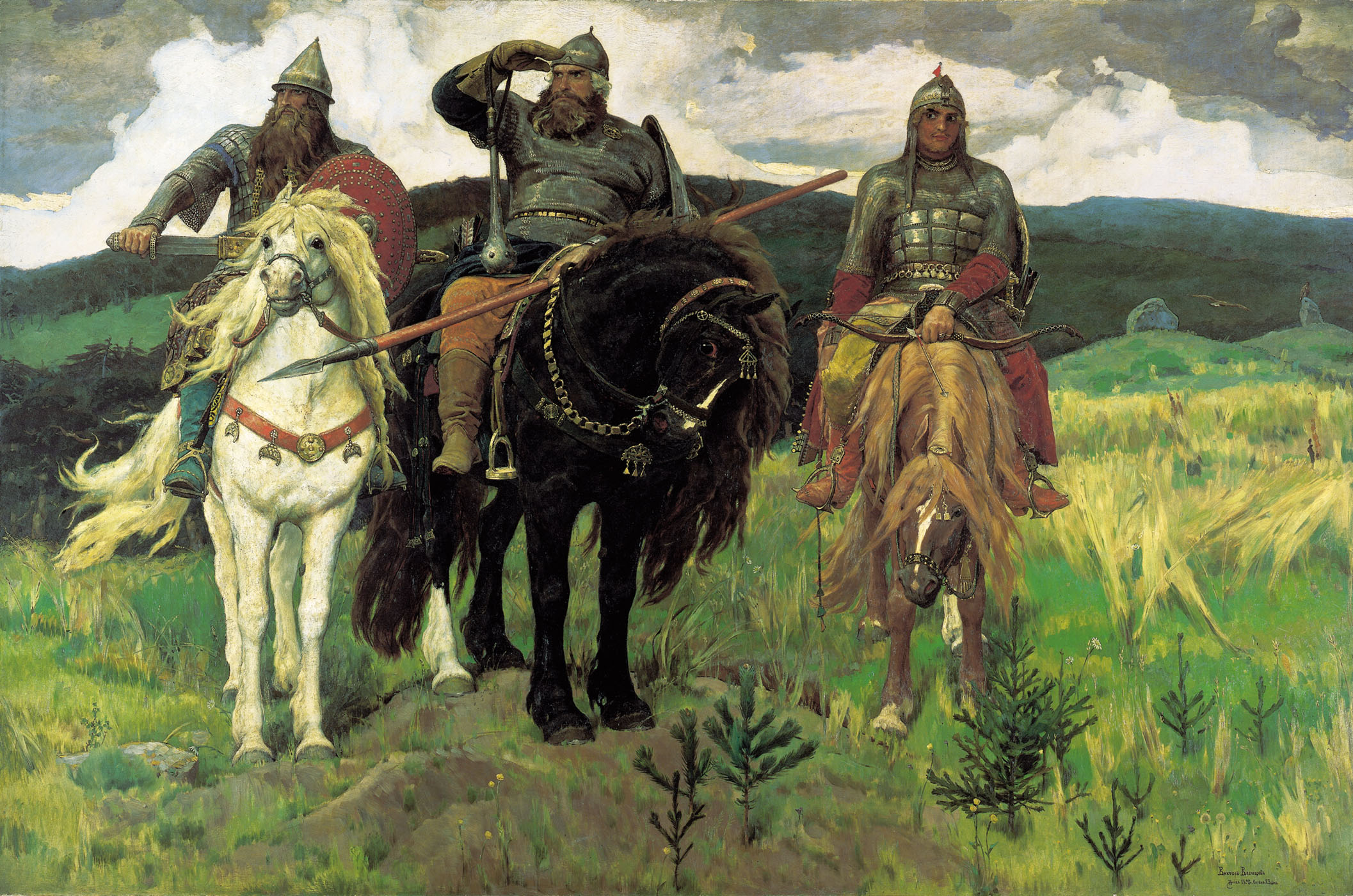
فيكتور فاسنستوف, الأبطال (1898)
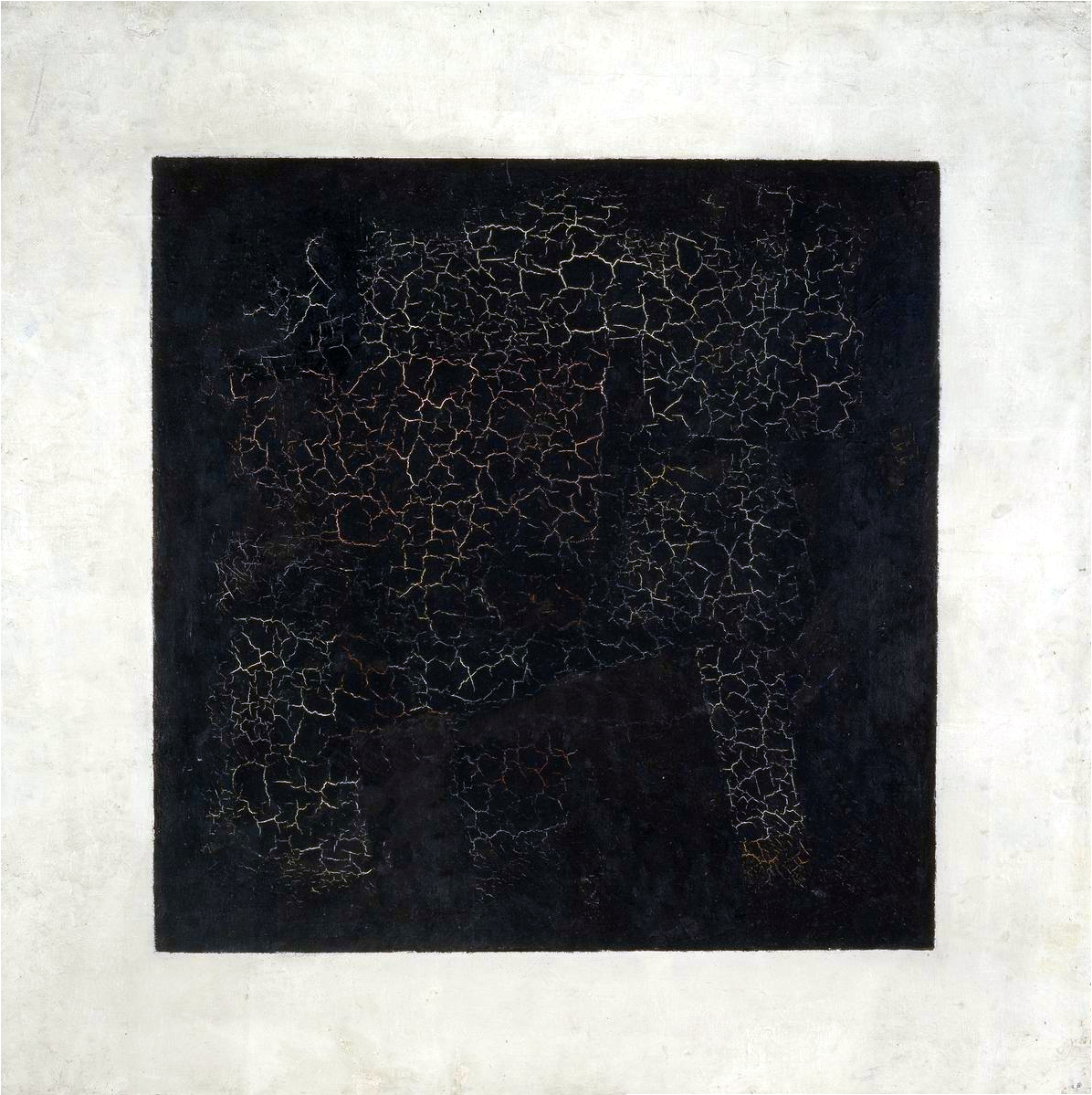
كازيمير ماليفيتش، المربع الأسود (1915)
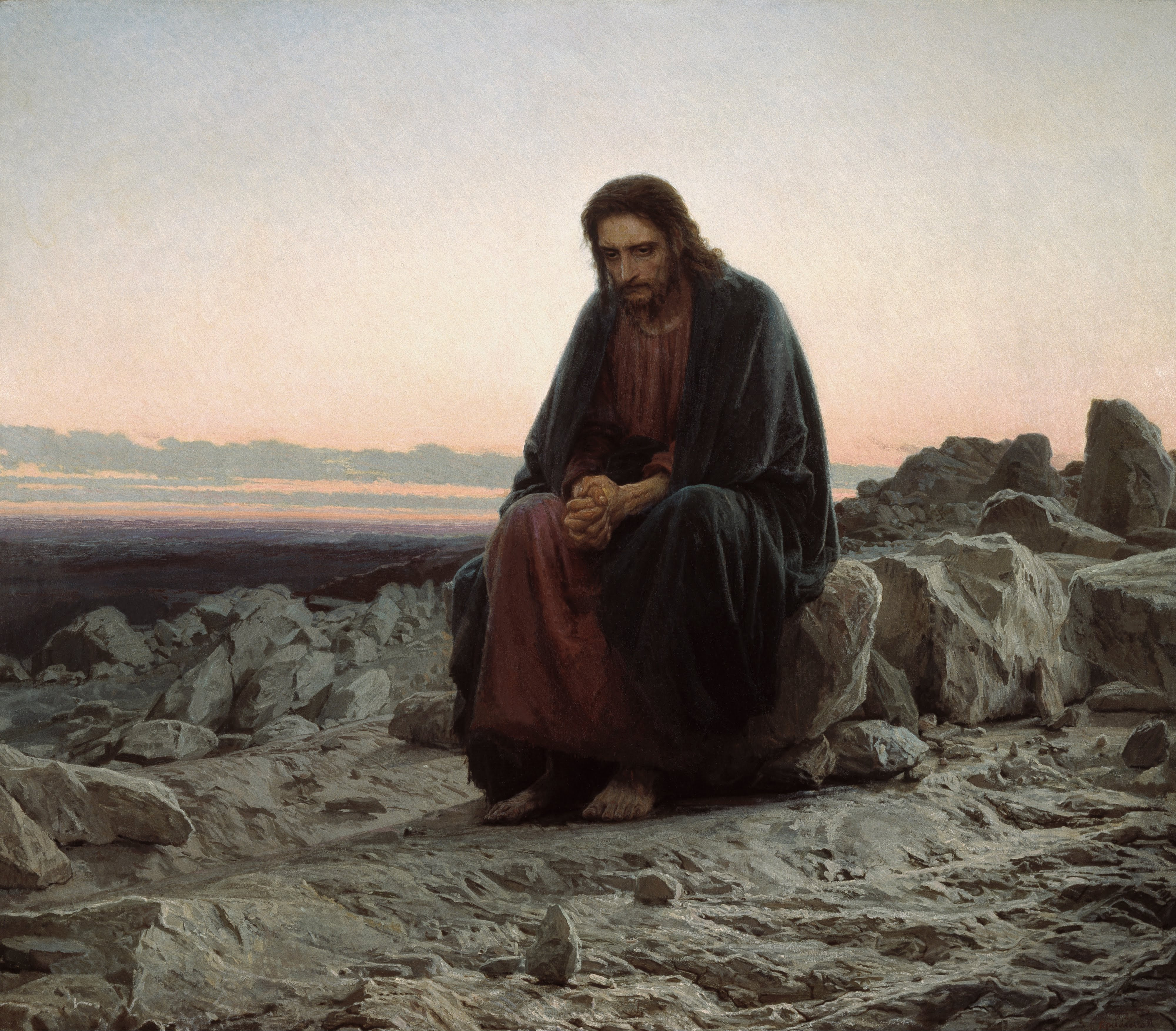
المسيح في الصحراء بريشة إيفان كرامسكوي 1872.